# The Cosmos Rocks
The Cosmos Rocks è il primo ed unico album in studio del progetto Queen + Paul Rodgers.

## Descrizione
L'album è stato pubblicato il 15 settembre 2008 in Europa e il 28 ottobre in America del Nord. Solo per il mercato italiano l'uscita è stata posticipata al 19 settembre.
Il primo singolo dell'album è stato Say It's Not True, pubblicato in download gratuito il 1º dicembre 2007 e in formato CD Singolo il 31 dicembre 2007. Dal 4 agosto 2008 è in rotazione nelle radio inglesi C-lebrity, il singolo presentato nel precedente aprile, dal vivo, all'"Al Murray Show" pubblicato in formato CD, Vinile 7" e Digitale l'8 settembre 2008. La cover dell'album è stata resa nota nella prima settimana di agosto sul sito ufficiale del gruppo, e ritrae i tre su un pianeta circondati da stelle sfreccianti.
L'album, secondo quanto riportato sulla copertina, è dedicato alla memoria di Freddie Mercury. Al disco non ha partecipato John Deacon che si ritirò nel 1997. Compare, comunque, nei ringraziamenti sul booklet del CD.
L'album è entrato nella classifica inglese nella settimana successiva all'uscita ed è rimasto per 2 mesi nella Top 100 trascinando (nella Top 40) album come Greatest Hits e Greatest Hits II a 27 e 17 anni di distanza dalla loro uscita.
The Cosmos Rocks è stato pubblicato a distanza di 13 anni dall'album Made in Heaven, l'ultimo album registrato dai Queen con la voce di Freddie Mercury. Considerando la discografia dei Queen con Freddie Mercury (1973-1995), The Cosmos Rocks sarebbe il sedicesimo album in studio del gruppo britannico.

## Singoli
Dall'album sono stati estratti tre singoli:
- Say It's Not True è stato il primo singolo estratto dall'album, pubblicato nel Regno Unito il 31 dicembre 2007; raggiunse la posizione 90 nelle classifiche britanniche sebbene fosse disponibile come download gratuito da qualche tempo. Il video presenta molti spezzoni delle sofferenze del Sud Africa nonché spezzoni dei 46664 concerti di Nelson Mandela. Il singolo è stato pubblicato per l'organizzazione benefica 46664, e tutti i proventi sono stati donati lì. Il brano è stato scritto dal batterista Roger Taylor ed è stato re-inciso in una versione differente dal musicista per il suo album Fun on Earth del 2013 con Jeff Beck. Sempre per lo stesso album venne registrato nuovamente anche il brano Small, quarta traccia di The Cosmos Rocks.

- C-lebrity è stato pubblicato come secondo singolo dell'album l'8 settembre 2008, raggiungendo il numero 33 della UK Singles Chart. Il lato B era una registrazione di Fire and Water dal vivo in Giappone. Il brano ha anticipato di qualche giorno l'uscita dell'album The Cosmos Rocks. C-lebrity è il brano più hard rock dell'album.

- We Believe fu pubblicato come singolo promozionale in Italia, e raggiunse il numero 4 nelle classifiche radiofoniche Virgin. È stato modificato dalla versione originale dell'album da 6 minuti a meno di 4 minuti. Tuttavia il brano non ha riscosso il successo dei due precedenti singoli.

## Il Tour
I Queen + Paul Rodgers hanno iniziato un Tour attraverso l'intera Europa a partire dal 15 settembre 2008 con due date a Mosca (prima volta assoluta per i Queen in questo paese).
Il tour ha toccato anche l'America del sud nel novembre 2008, mentre sono state smentite le voci che vedevano la band in procinto di fissare una nuova tournée nordamericana nella primavera del 2009.
I Queen + Paul Rodgers sono stati in Italia il 26 settembre al PalaLottomatica di Roma e il 28 settembre al Mediolanum Forum di Milano.

## L'edizione speciale per il mercato americano
L'album è stato pubblicato in America il 28 ottobre, seguito da alcune date in Sud America.
Oltre alle tradizionali edizioni dell'album, sono in US e in esclusiva per Best Buy è stato pubblicato un boxset in edizione limitata denominato The Cosmos Rocks - Collectors Edition. Il box contiene:
- The Cosmos Rocks Special Edition CD/DVD set (Album CD + Super Live In Japan DVD)
- The Cosmos Rocks 2-LP vinyl set (Deluxe Gatefold Vinyl)
- Queen II Vinyl Edition 180 gram
- Sheer Heart Attack Vinyl Edition 180 gram
- A Night At The Opera Vinyl Edition 180 gram
- A Day at the Races Vinyl Edition 180 gram

Gli album Queen II, Sheer Heart Attack, A Night at the Opera, A Day at the Races hanno lo stesso package delle versioni originali rispettivamente del 1974, 1975, 1976. Questi ultimi album sono su etichetta Hollywood Records.

## Tracce
Testi e musiche di Queen + Paul Rodgers.
1. Cosmos Rockin' – 4:10
2. Time to Shine – 4:23
3. Still Burnin' – 4:04
4. Small – 4:39
5. Warboys – 3:18
6. We Believe – 6:08
7. Call Me – 2:59
8. Voodoo – 4:27
9. Some Things That Glitter – 4:03
10. C-lebrity – 3:38
11. Through the Night – 4:54
12. Say It's Not True – 4:02
13. Surf's up...School's Out – 5:38
14. Small reprise – 2:05

Durata totale: 58:28
Tracce bonus (download digitale da iTunes Store)
1. Reaching out – 2:31
2. Runaway – 5:28 (Shannon/Crook) – cover del brano di Del Shannon del 1961

Traccia bonus di Amazon
1. Fire and Water (Live from Japan) – 2:51 (Free) – B-Side di C-lebrity

DVD bonus in edizione limitata (Super Live in Japan – Highlights)
1. Reaching Out
2. Tie Your Mother Down
3. Fat Bottomed Girls
4. Another One Bites the Dust
5. Fire & Water
6. Crazy Little Thing Called Love
7. Teo Torriatte
8. These Are the Days of Our Lives
9. Radio Ga Ga
10. Can't Get Enough
11. I Was Born To Love You
12. All Right Now
13. We Will Rock You
14. We Are the Champions
15. God Save the Queen

## Formazione
Gruppo
- Paul Rodgers - voce, chitarra ritmica; armonica a bocca in Surf's Up... School's Out!
- Brian May - chitarra solista, basso, pianoforte, voce; batteria in Surf's Up... School's Out!
- Roger Taylor - batteria, percussioni, sintetizzatore, voce; chitarra ritmica in Surf's Up... School's Out!

Altri musicisti
- Taylor Hawkins - cori in C-lebrity
- Jamie Moses - chitarra ritmica, cori (solo nei tour)
- Spike Edney - tastiere, cori (solo nei tour)
- Danny Miranda - basso, cori (solo nei tour)